# Пословно-стамбена зграда Петра Јанковића
Пословно-стамбена зграда Петра Јанковића се налази у Београду, на територији градске општине Палилула, представља непокретно културно добро као споменик културе.
Зграда је подигнута у периоду од 1933. до 1936. године, по пројекту архитекте Јана Дубовог, са двојном наменом, што се огледа у веома успешном архитектонском решењу разнородних функција (пословни простор и становање). Квалитет идејног решења је и у обликовању решења архитектонског корпуса, оствареном у духу чистог модернизма, који је крајем треће деценије 20. века у Београду.
Како се у свом аутентичном облику сачувао до данас, овај објекат је значајан за проучавање архитектуре Београда, као и развоја архитектуре у Србији. Осим тога, грађевина представља и значајно реализовано дело истакнутог аутора.